# حرف تمثيل زمرة منتهية
في الرياضيات، حرف تمثيل زمرة منتهية أو سِمة تمثيل زمرة منتهية هي أداة تُستخدم لتحليل تمثيلات الزمر المنتهية.

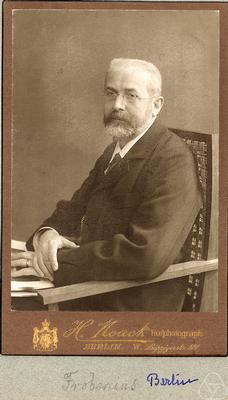
فرديناند جورج فروبينيوس، مؤسس نظرية الحروف

## تاريخ
يمثل عمل كامي جوردان ونشر كتابه  حول المعادلات الجبرية تحليلًا أوليًا لزمرة منتهية من المصفوفات التي تمثل زمرة غالوا . بدأ فروبنيوس في عام 1896 دراسة نظرية حروف الزمر المنتهية، قبل أن ترتبط الحروف بمفهوم التمثيل. في العام نفسه، عبر في رسالة إلى ديدكايند، عن حروف التمثيلات غير القابلة للاختزال للزمرتينتين المتماثلتين S4 و S5.

## المقدمة بواسطة مثال

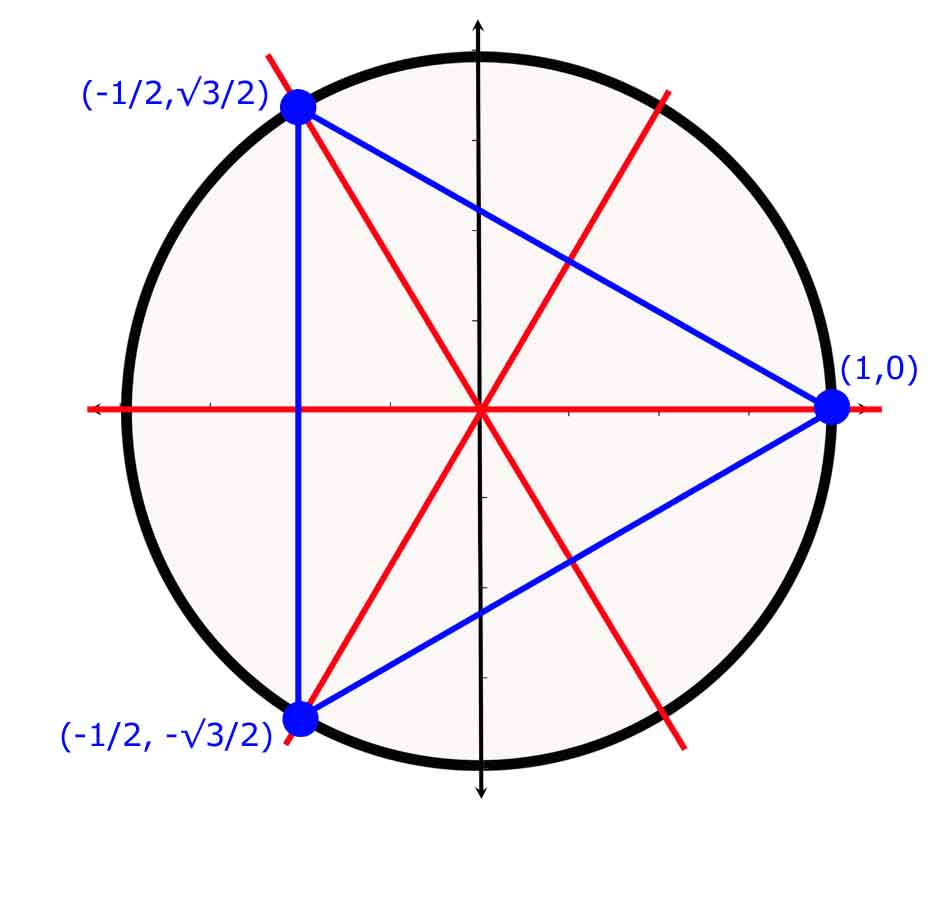
تمثيل S_{3} كزمرة لتقايسات مثلث

## الملاحضات والمراجع
1. ↑  ميشال إبراهيم ورامي أبو سليمان وفادي (1 يناير 2007). Dictionaire des termes scientifiques (Anglais/Français/Arabe): قاموس المصطلحات العلمية - انكليزي/فرنسي/عربي. Dar Al Kotob Al Ilmiyah دار الكتب العلمية. ISBN:978-2-7451-5445-3. مؤرشف من الأصل في 2020-01-26.
2. ↑  ،، C.؛ ، (1870). Traité des substitutions et des équations algébriques. {{استشهاد بكتاب}}: الوسيط |مؤلف1= يحوي أسماء رقمية (مساعدة)
3. ↑  فرديناند جورج فروبنيوس, F. G. (1896). "Über Gruppencharaktere". Sitzungsber. الأكاديمية البروسية للعلوم (بالألمانية): 985-1021.